# Státní duma Ruského impéria
Státní duma Ruského impéria nebo též Imperiální duma (rusky Государственная дума Российской империи) byla část zákonodárné shromáždění (dolní komora parlamentu) v pozdním období existence Ruského impéria.
Zasedání se konala v Tavridském paláci v Petrohradě a byla celkem čtyři, a to mezi 27. dubnem 1906 a bolševickou revolucí v říjnu 1917. První a druhá duma byly více demokratické a zastupovaly větší počet národností, než dvě následující. Třetí dumu ovládli zastupitelé nižší šlechty, vyšší střední vrstva a podnikatelstva. Ve čtvrtém období zasedala duma celkem pětkrát. Existovala do 2. března 1917 a formálně byla rozpuštěna 6. října 1917.